# Punctapinella
Punctapinella là một chi bướm đêm thuộc họ Tortricidae.

## Các loài
- Punctapinella ambatoana  Razowski & Pelz, 2004
- Punctapinella braziliana  Brown, 1991
- Punctapinella cerithiphora  Razowski & Pelz, 2004
- Punctapinella chione  Razowski & Becker, 1999
- Punctapinella chionocarpa  (Meyrick, 1932)
- Punctapinella conchitis  (Meyrick, 1912)
- Punctapinella cosangana  Razowski & Pelz, 2004
- Punctapinella hypsithrona  (Meyrick, 1926)
- Punctapinella lojana  Razowski & Pelz, 2004
- Punctapinella niphastra  (Meyrick, 1931)
- Punctapinella niphochroa  Razowski & Becker, 1999
- Punctapinella nivaspis  Razowski & Becker, 1999
- Punctapinella paratheta  Razowski & Pelz, 2003
- Punctapinella scleroductus  Brown, 1991
- Punctapinella theta  Brown, 1991
- Punctapinella tinajillana Razowski & Pelz, 2004